# Lyropteryx zygaena
Lyropteryx zygaena är en fjärilsart som beskrevs av Hans Ferdinand Emil Julius Stichel 1910. Lyropteryx zygaena ingår i släktet Lyropteryx och familjen Riodinidae. Inga underarter finns listade i Catalogue of Life.